# Indspillede prompter
Indspillede prompter (lydfiler) anvendes bl.a. indenfor taleteknologien. De anvendes typisk i talestyrede løsninger, hvor den tale man benytter er forudsigelig, dvs. budskabet ændres ikke eller kun sjældent. Ulempen ved denne løsning i forhold til talesyntese er, at man hver gang man skal have en ny lydfil (f.eks. udvide et system til en ny funktion), (helst) skal have fat i samme person (speaker), som har indspillet talen til den oprindelige lydfil og indspille en ny lydfil (prompt). Med talesyntesen kan filen produceres uden nye indspilninger er nødvendige.

## Praktisk anvendelse
Forudindspillede prompter er f.eks. ikke velegnede til oplæsning af internetsider (f.eks. til handikappede), hvor indholdet jævnligt ændrer sig (f.eks. avisartikler), men benyttes oftere i mere statiske systemer, hvor dialogen er fastlagt på forhånd, f.eks. omstillingsborde eller lignende.
Et eksempel er DSB. De anvender forudindspillede prompter til at oplyse passagerer hvor toget befinder sig, og hvilken station toget holder ved næste gang. En speaker har indtalt navne på alle stationer. En lydfil pr. station. Dertil kommer andre informationer samt den prompt der skal kædes sammen med stationen. Skematisk kan det se sådan ud:
1. "Næste station" > "Københavns hovedbanegård" > "Toget kører ikke videre".
2. "S-tog afgår fra spor" > "9" > "Til" > "12".

| Lyd og billede | Spire Denne artikel om billed- og lydteknologi er en spire som bør udbygges. Du er velkommen til at hjælpe Wikipedia ved at udvide den. |